# Barrage de Koysha
Le barrage de Koysha, ou barrage Gilgel Gibe IV, est un barrage hydroélectrique en construction sur la rivière Omo, en Éthiopie. 
Avec une puissance installée de 2 160 MW, il sera, lors de sa livraison, le deuxième plus important d'Éthiopie et d'Afrique, derrière le barrage de la Renaissance (5 150 MW). Sa construction a commencé en 2016 et doit s'achever en 2023.

## Localisation
Le barrage de Koysha se situe dans la Région des nations, nationalités et peuples du Sud, au sud-ouest du pays, à 370 km au sud-ouest de la capitale Addis-Abeba. Il sera construit environ 130 km en aval du barrage Gilgel Gibe III, récemment inauguré. Plus globalement, il sera le quatrième d'une cascade hydroélectrique de cinq barrages prévue sur la rivière Omo, dont trois sont déjà en service. On trouve, d'amont en aval :
- le barrage Gilgel Gibe I - 184 MW - en service depuis 2004
- le barrage Gilgel Gibe II - 420 MW - en service depuis 2010
- le barrage Gilgel Gibe III - 1870 MW - en service depuis 2016
- le barrage de Koysha - 2 160 MW - en construction
- le barrage Gilgel Gibe V - 660 MW - à l'étude

## Contexte et objectifs
L'Éthiopie affiche, dans son Plan de Croissance et de Transformation II, l'ambition de devenir un pays à revenu intermédiaire dès 2025. Parmi les objectifs associés figure celui d'un accès universel à l'électricité d'ici 2025.
Début 2020, la puissance électrique installée en Éthiopie s'élevait à environ 4,5 GW, en quasi-totalité (environ 4 GW) hydroélectrique,. Bien qu'en hausse rapide (0,38 GW en 1990, 2 GW en 2009), cette puissance reste très faible au regard de la population avoisinant les 110 millions d'habitants en 2020, dont seuls 44% ont accès à l'électricité en 2017. La demande électrique est en forte croissance et les pénuries fréquentes.
C'est dans ce contexte que le gouvernement éthiopien cherche à tirer le maximum de son potentiel hydroélectrique considérable (45 à 50 GW), en investissant dans la construction de nouveaux grands barrages. Bien que les autorités cherchent à diversifier le mix électrique, en développant notamment la géothermie et l'éolien, l'hydroélectricité devrait rester la colonne vertébrale de la politique énergétique pour les années à venir : un objectif de 17,3 GW de puissance hydroélectrique installée est visé pour 2025,.
En outre, l'Éthiopie est un exportateur net d'électricité vers ses pays voisins (Soudan, Djibouti). Les exportations d'électricité représentent entre 0,5% et 0,7% du PIB du pays de 2016 à 2020. La production issue du barrage de Koysha devrait permettre d'augmenter ces revenus.

## Caractéristiques
Le barrage de Koysha est un barrage-poids en béton compacté au rouleau (BCR), d'une hauteur de 170 mètres. Il est doté d'un déversoir de crue de type « saut de ski » d'une capacité de 13 100 m3/s.
Il créera un lac de retenue d'un volume maximal de 6 km3, loin derrière les 15 km3 du barrage Gilgel Gibe III. 
La centrale électrique, externe, sera construite sur la rive gauche en aval du barrage. La puissance de 2 160 MW sera fournie par 8 turbines Francis de 270 MW chacune, alimentées en eau par trois conduites forcées.
La production électrique annuelle du barrage est estimée à 6,46 TWh. Le barrage de Koysha pourra être opéré en tandem avec celui de Gilgel Gibe III, en régulant les débits de manière à optimiser la production pendant les périodes de basses eaux ou de pic de consommation. Le courant sera distribué via une ligne à haute tension de 400 kV entre le barrage de Koysha et celui de Gilgel Gibe III, à réaliser à l'issue du projet Koysha.
Un nouveau pont sur la rivière Omo en aval du barrage est également en construction dans le cadre du projet.

## Financement
Le coût total du projet est estimé en 2016 à 2,5 milliards de dollars. Il est financé à hauteur de 1,7 milliard de dollars par la SACE (it), agence italienne de crédit à l'exportation.

## Construction
La construction du barrage de Koysha pour le compte d'Ethiopian Electric Power (en) a été attribuée en 2016 à la multinationale italienne Salini Impregilo, par négociation directe. L'entreprise est particulièrement présente dans le domaine de la construction hydroélectrique en Éthiopie, puisqu'elle a y déjà réalisé les barrages Gilgel Gibe I en 2004, Gilgel Gibe II en 2010, Gilgel Gibe III en 2016, et construit actuellement le barrage de la Renaissance.
Les travaux préliminaires à la construction du barrage (notamment création de la route d'accès) ont débuté dès 2016,.
La construction à proprement parler débutera par le creusement de deux canaux de dérivation dans la rive droite, d'une capacité de 3 000 m3/s, pour dévier les eaux de la rivière pendant les travaux sur le barrage. Un petit barrage provisoire en béton et enrochement de 42 m de haut et 330 de long permettra d'assurer la dérivation complète.
L'avancement du chantier atteignait 23,9 % au 31 décembre 2018 et 28,5 % le 31 décembre 2019, d'après le rapport financier annuel de Salini Impreglio. La construction a été ralentie en 2019, du fait de retards de paiements. L'avancement des travaux atteint 39% en octobre 2020.
Le remplissage du réservoir pourrait commencer en 2021.

## Impacts
Le barrage de Koysha inondera la vallée de l'Omo sur une longueur de près de 120 kilomètres.